# Candelariella rosulans
Candelariella rosulans är en lavart som först beskrevs av Johannes Müller Argoviensis, och fick sitt nu gällande namn av Alexander Zahlbruckner. Candelariella rosulans ingår i släktet Candelariella och familjen Candelariaceae.   Inga underarter finns listade i Catalogue of Life.